# Ceratojoppa immaculata
Ceratojoppa immaculata är en stekelart som beskrevs av Heinrich 1967. Ceratojoppa immaculata ingår i släktet Ceratojoppa och familjen brokparasitsteklar. Inga underarter finns listade i Catalogue of Life.